# Guy Peellaert
Guy Peellaert (* 6. April 1934 in Brüssel; † 17. November 2008 in Paris) war ein belgischer Illustrator und Comiczeichner.
Nach einem Studium der Monumentalkunst arbeitete Peellaert zunächst als Bühnenbildner am Brüsseler Theater. Mitte der 1960er-Jahre ging Peellaert nach Paris, wo er unter anderem als Designer und Bühnenbildner tätig war. Für die satirische Monatszeitschrift Hara-Kiri zeichnete er 1966 zu den Texten von Pierre Bartier Les Aventures de Jodelle und 1967 zu den Texten von Pascal Thomas Pravda, la survireuse. Beide Comics erschienen als Alben bei Eric Losfeld, waren aufgrund erotischer Darstellungen an ein ausschließlich erwachsenes Publikum gerichtet und zeigten deutliche Einflüsse der Pop-Art. Für den 1972 veröffentlichten Bestseller Rock Dreams mit Texten von Nik Cohn steuerte Peellaert die Illustrationen bei. Peellaert gestaltete des Weiteren die Albencover It’s Only Rock ’n’ Roll von den Rolling Stones und Diamond Dogs von David Bowie sowie Filmplakate für Paris, Texas, Der Himmel über Berlin, Taxi Driver und Short Cuts.
Für das Fernsehen arbeitet er u. a. mit Peter Zadek zusammen. 1968 realisierte er gemeinsam mit Regisseur Jean-Christophe Averty die deutsch-belgische TV-Produktion IDEA - Pop und Musik, in der die Bee Gees, sowie Brian Auger und Julie Driscoll von Peellaert in Szene gesetzt wurden. Das ZDF strahlte die Show am 11. Dezember 1968 aus.
Peellaert war verheiratet und ist Vater eines Sohnes.